# Gary Bowyer
Pour les articles homonymes, voir Bowyer.
Gary Bowyer est un footballeur puis entraîneur de football anglais né le 26 juin 1971 à Manchester. Au cours de sa carrière de joueur il évoluait au poste de défenseur devenu entraîneur.